# Émirat d'Arménie
 (octobre 2024).
654–884
Entités précédentes :
- Arménie Sassanide

Entités suivantes :
- Royaume bagratide d'Arménie

L'émirat d'Arménie était un état vassal du Califat omeyyade puis abbasside de 654 à 884.

## Mise sous tutelle
Pendant le VIIe siècle, l’Arménie était considérée comme faisant partie du Califat, mais était autonome de facto.
La situation changea sous le règne du calife Abd al-Malik qui réduisit fortement cette autonomie au point de provoquer une rébellion en 703.
Cette rébellion fut toutefois matée par Muhammad ibn Marwan.  

### Période abbasside
Le renversement des Omeyyades par les Abbassides fut synonyme d'un durcissement de la gestion du califat qui mena à une révolte majeure en 774. Elle fut réprimée lors de la bataille de Bagrévand.  
Les insurrections se multiplièrent jusqu'à ce qu'Ashot Ier parvienne à mettre fin à l'émirat d'Arménie au profit du Royaume bagratide d'Arménie.